# Weserfähre Oedelsheim
Die Weserfähre Oedelsheim ist eine saisonal betriebene Gierseilfähre für Fußgänger, Fahrradfahrer und Kraftfahrzeuge an der nordhessischen Oberweser. Sie verkehrt im Landkreis Kassel zwischen den Wesertaler Stadtteilen Oedelsheim und Gottstreu.

## Lage
Die Fährstelle befindet sich an der Weser am Stromkilometer 24,70. Die nächsten Querungsmöglichkeiten der Weser befinden sich rund 13 Kilometer flussaufwärts mit der Weserfähre Veckerhagen und rund zwei Kilometer flussabwärts im ebenfalls hessischen Gieselwerder. Für die beiden Wesertaler Stadtteile ist die Fähre insbesondere in Hinblick auf den Freizeitverkehr von Bedeutung.

## Geschichte
Die Fährverbindung geht auf das 13. Jahrhundert zurück. Das früheste schriftliche Zeugnis über die Fähre liegt in einer Urkunde aus dem Jahr 1288 vor, in der der Zusatz „mit einer uralten Fähre“ enthalten ist. Damit ist sie eine der am längsten durchgehend betriebenen Fähren in Deutschland. Seit dem Hochmittelalter verpachtete der Landesherr die Fähre und nahm den Weserzoll ein. Einzelpersonen zahlten nach einem festen Tarif sofort, während die Bauern jährlich bezahlten. Erstmals wird im Jahr 1570 mit Ottilia Rossel ein Pächter namentlich genannt.
Zum Einsatz kamen über Jahrhunderte gestakte Floßfähren für Personen und Tiere. Anfang des 20. Jahrhunderts wird dann eine Fähre mit einem im Fluss verlegten Tiefseil erwähnt. Zum 1. Mai 1934 wurde sie auf das heute bestehende Hochseil umgerüstet, gleichzeitig wurden ab diesem Zeitpunkt Wagenfähren eingesetzt. Am Ende des Zweiten Weltkrieges wurde die Fähre von Soldaten der Wehrmacht versenkt, um den Vormarsch der Alliierten zu behindern. Nach dem Krieg wurde sie gehoben, repariert und kam wieder in Fahrt.
Auf der Fährverbindung zwischen Oedelsheim und Gottstreu wurde dies Fährboot bis 1996 eingesetzt und musste altersbedingt stillgelegt werden. Die Neuanschaffung einer Fähre war nicht vorgesehen und der Fährbetrieb sollte komplett eingestellt werden. Auf Drängen und mit Spenden der Oedelsheimer Bürger wurde von diesen Plänen Abstand genommen und doch der Neubau eines Fährschiffes beauftragt.

## Aktuelles Fährschiff
Den Auftrag zum Bau der heute eingesetzten Fähre wurde von der Gemeinde Wesertal an die Schiffswerft Hermann Barthel aus Derben in Sachsen-Anhalt vergeben. Sie lieferte den Neubau mit der Baunummer 82 im Jahr 1997 ab, der aus touristischen Gründen den Namen Gestiefelter Kater erhielt. Die Fähre hat eine Länge von 16,0 Metern, über Rampen von 23,0 Metern und eine Breite von 4,0 Metern. Die zugelassene Transportkapazität beträgt bis zu 45 Personen und zwei Pkw oder ein kleiner Traktor mit Hänger. Große Traktoren oder Lkw können nicht befördert werden, da die Tragfähigkeit der Fähre fünf bis sieben Tonnen beträgt.

## Fährbetrieb
Eigentümerin und Betreiberin der Fähre ist die Gemeinde Wesertal, die auch die fünf abwechselnd tätigen Fährleute bezahlt. Als Gierseilfähre verkehrt das Fahrzeug ohne Motorkraft und wird durch die Strömung angetrieben. Die Fähre verkehrt saisonal von Ostern, also etwa von März/April bis Oktober samstags, sonntags und an Feiertagen jeweils von 10.00 bis 18.00 Uhr. Die Überfahrt zwischen den beiden Fährstellen dauert drei Minuten. Zielgruppen sind heute vor allem Wanderer sowie Fahrradwanderer, in geringerem Umfang Motorrad- und Autofahrer. Rund 25 befördert die Fähre durchschnittlich pro Tag.
Im Sommer 2021 wurden die Betriebszeiten der Fähre ausgedehnt, da eine Baustelle auf der Landesstraße 561 zwischen Oedelsheim und Gieselwerder zu weiträumigen Umleitungen führte. Die Fähre verkehrte von Ende Juli bis Ende Oktober zusätzlich montags bis donnerstags jeweils von 6.00 bis 8.00 Uhr sowie von 16.00 bis 18.00 Uhr.